# Нурмухаммет Юмрани
Нурмухаммет Юмрани, Нурмухаммет‑сэсэн (баш. Нурмөхәммәт Йомрани; настоящее имя — Нурмухаммет Шагиарсланович Киреев; 1882—1934) — башкирский поэт-импровизатор, сэсэн.

## Биография
Киреев Нурмухаммет Шагиарсланович родился в 1882 году в деревне Юмраново Красноуфимского уезда Пермской губернии (ныне Октябрьский район Пермского края).
Получил образование в медресе. До революции 1917 учительствовал в аулах Казахстана, был мугаллимом в открытом им медресе в деревне Юмраново, а также в других деревнях.
После Октябрьской революции, окончил педагогические курсы. Работал учителем в деревнях Базанчатово, Улу-Елга, Тульгузбаш.
Умер в 1934 году в деревне Тульгузбаш Старо-Балтачевского района Башкирской АССР (ныне Аскинский район Республики Башкортостан).

## Творческая деятельность
Псевдоним "Юмрани" был взят по названию родной деревни. В своем творчестве сэсэн продолжает просветительские традиции Акмуллы и М. И. Уметбаева.
Среди известных произведений поэта-импровизатора «Подражание Акмулле» («Муасалатөн би Аҡмулла»), «Сожаление» («Үкенеү»), «Наши земли проданы» («Ерҙәребеҙ һатылған»),  «Немного надо, чтобы быть бедным» («Ярлылыҡ алдан килә»), «Чёрные вороны» («Ҡара ҡарғалар»), «Знамя знания» («Ғилем шиғары»), «О себе» («Шәхсемә даир»), «Что нужно и не нужно» («Ни кәрәк һәм ни кәрәкмәй») и другие. Юмрани считал, что только просвещенность может изменить жизнь в лучшую сторону, а также в своих стихотворениях выступал против распродажи башкирами своих вотчинных земель.
При жизни произведения сэсэна не были опубликованы, однако были широко распространены в рукописном варианте, использовались в медресе. Его рукописи хранятся в фонде арабографичных рукописей и старопечатных книг имени Г. Б. Хусаинова ИИЯЛ УНЦ РАН.

## Семья
Жена — двоюродная сестра Шайхзады Бабича. Дочери — Нажия и Мухлиса. Сын — Ахнаф (Кирей Мэргэн), башкирский писатель, учёный-фольклорист, литературовед.